# Центр стратегічних і міжнародних досліджень
Центр стратегічних і міжнародних досліджень (англ. Center for Strategic and International Studies; скорочено CSIS) — аналітичний центр у Вашингтоні, округ Колумбія, США. CSIS був створений як «Центр стратегічних і міжнародних досліджень» Джорджтаунського університету в 1962 році. Центр займається політичними дослідженнями та стратегічним аналізом політичних, економічних проблем і питань безпеки в усьому світі. Вони особливо зосереджені на питаннях міжнародних відносин, торгівлі, технологій, фінансів, енергетики та геостратегії.
У звіті Університету Пенсільванії Global Go To Think Tanks Report за 2019 рік CSIS визнано найкращим аналітичним центром у Сполучених Штатах за всіма предметами, «Найкращим аналітичним центром із питань оборони та національної безпеки» у світі та 4-м найкращим аналітичним центром у світі загалом. Щороку, починаючи з 2013 року, CSIS визнавався аналітичним центром номер один з питань оборони та національної безпеки, а також його було визнано «Центром передового досвіду».
З моменту свого заснування CSIS «присвятив себе пошуку шляхів підтримки американського авторитету і процвітання як сили добра у світі», як зазначено на його веб-сайті.  CSIS офіційно є двопартійним аналітичним центром, в якому працюють науковці, що представляють різні точки зору по всьому політичному спектру. Він відомий тим, що запрошує до співпраці відомих зовнішньополітичних діячів і державних службовців з Конгресу та виконавчої влади США, в тому числі пов'язаних з Демократичною або Республіканською партією, а також іноземних посадовців різного політичного походження. U.S. News & World Report назвав його «центристським» аналітичним центром .
Центр проводить Форум державних діячів, двопартійний майданчик, де міжнародні лідери представляють свої погляди. Серед минулих спікерів були Генеральний секретар ООН Пан Гі Мун і радник з національної безпеки Том Донілон . Центр також проводить Діалоги CSIS-Школи Шиффера, серію численних дискусій, які веде Боб Шиффер з CBS News, і Глобальний форум з питань безпеки, на якому виступають посадові особи Міністерства оборони, в тому числі колишній міністр оборони Чак Гейгель .
У 2024 році CSIS був визнаний «небажаною організацією» в Росії.

## Зовнішні посилання
- Офіційний сайт